# Silvia Woudberg
Silvia Woudberg (2 augustus 1991) is een Nederlandse voetbalster die uitkwam voor sc Heerenveen en FC Zwolle. Ze speelt als aanvalster.

## Statistieken
| Seizoen | Club          | Land      | Competitie            | Wedstrijden | Doelpunten |
| ------- | ------------- | --------- | --------------------- | ----------- | ---------- |
| 2009/10 | sc Heerenveen | Nederland | Eredivisie            | 0           | 0          |
| 2010/11 | FC Zwolle     | Nederland | Eredivisie            | 2           | 0          |
| 2012/13 | sc Heerenveen | Nederland | BeNe League Orange    | 14          | 0          |
| 2012/13 | sc Heerenveen | Nederland | Women's BeNe League B | 7           | 0          |
| Totaal  | Totaal        | Totaal    | Totaal                | 23          | 0          |